# Geiersberg
Geiersberg est une commune autrichienne du district de Ried im Innkreis, en Haute-Autriche.